# Tereza Riedlbauchová
Tereza Riedlbauchová (* 11. ledna 1977 Praha) je česká básnířka, nakladatelka, překladatelka a literární historička.

## Život
V roce 1995 absolvovala Akademické gymnázium Štěpánská v Praze, v roce 2002 obor český jazyk a literatura a v roce 2003 obor francouzština na Filozofické fakultě Univerzity Karlovy v Praze. V roce 2007 v Ústavu české literatury a literární vědy na Filozofické fakultě Univerzity Karlovy dokončila doktorské studium (tituly PhDr. a Ph.D.) se specializací na českou literární historii 19. století s přesahem k francouzské literatuře. Studovala rovněž na Sorbonně v Paříži, kde v roce 2009 ukončila Master 2 na Katedře slavistiky na fakultě Paříž 4.
Vystřídala řadu zaměstnání: pomocná redaktorka v Lidových novinách, pedagog (gymnázium Buďánka, Katedra české literatury Filozofické fakulty Univerzity Karlovy a Katedra historických studií Filozofické fakulty Univerzity Pardubice) aj. V letech 2007–2011 působila jako lektorka českého jazyka a literatury na Katedře slavistiky na fakultě Paříž 4 na Sorbonně. Do února 2017 pracovala jako vědecká tajemnice a zástupkyně ředitele Památníku národního písemnictví.
Kromě vlastní spisovatelské činnosti je rovněž redaktorkou a editorkou řady básnických a vědeckých publikací či autorkou vědeckých studií. Překládá současnou poezii, zejména z francouzštiny.
V roce 2007 založila nakladatelství Literární salon se zaměřením na současnou poezii a v roce 2012 vědeckou edici Depozitář v Památníku národního písemnictví. V roce 2007 a 2008 spolupořádala festival Poezie mezi Prahou a Paříží/ Poésies de Paris à Prague.

## Tvorba
Tereza Riedlbauchová debutovala ve svých dvaceti třech letech sbírkou Modrá jablka (2000), zahrnující její básně psané od osmnácti let, která společně s poémou Podoba panny pláč (2002) svou expresivní metaforičností navazuje na klasickou poezii 20. století (Georg Trakl, Anna Achmatovová, Rainer Maria Rilke, Boris Pasternak, Vladimír Holan, František Hrubín, Jakub Deml aj.).
Sbírka Modrá jablka je postavena na přírodní tematice, kdy se krajina stává obrazem lidské existence. Člověk-poutník se ocitá stále na cestách, fascinován neznámou smrtí (motivy popela, prachu, rozpadání), milostný vztah je pro něho především nenaplněnou touhou. Potřeba vyrovnávat se s klasickou poezií vede k zápasu s živly i k odkazům na tradiční křesťanskou symboliku. Jednotlivé verše jsou nositeli silných obrazů, které se volně či těsněji řetězí. Autorka si v nich ohmatává jazykové hranice, zejména pomocí mnoha novotvarů. Velká paleta barev souvisí také s převažujícím obdobím podzimu, které je charakteristické i pro poému Podoba panny pláč, inspirovanou poémami Mariny Cvetajevové. Silně obrazivá báseň, o sedmi částech, prologu a závěru s dominujícími motivy břicha, ryby, krve a zlaté, červené a černé barvy, zachycuje rozpad prvního milostného vztahu; příběh se v ní však objevuje jen v několika málo fragmentech. Za rozsáhlou milostnou poému lze považovat také sbírku Velká biskupovská noc (2005), v níž ustupuje přírodní lyrika i tradiční motivy a k dominantním motivům patří sen. Krajina se stává součástí prostoru těla a milostný akt vytržením, závratí, zázrakem, zápasem se smrtí, ale zároveň i aktem splývání se zemí a umíráním. Básně se ocitají v blízkosti Písně písní, ale důraz je v nich kladen více na mýtus. Milostný akt, odehrávající se v mytickém prostoru Biskupov, připomíná pohanský rituál, kdy se milenec s milenkou jako dávní věštci či polobozi pokoušejí spojit nebe se zemí.
Zatímco tři první básnické knihy Terezy Riedlbauchové jsou postaveny na výrazné metaforice a spojeny s motivem úzkosti, dvě poslední sbírky Don Vítor si hraje a jiné básně (2009) a Pařížský deník (2013) se výrazně posouvají ke konkrétnosti, všednosti, naraci, do blízkosti poetiky Guillauma Apollinaira a surrealistů.
Ve sbírce Don Vítor si hraje a jiné básně sledujeme nejprve příběh básnířky a sochaře, odehrávající se v bytě na Loretánském náměstí a v sochařově ateliéru. Do popředí se dostávají ulice konkrétních měst, ale zejména prostory bytů. Jakkoli zde stále dominují milostné a erotické básně, jejich tonalita není tolik myticko-snová, ale smyslná a vášnivá; jako bychom se ocitli uprostřed bakchanálních oslav. Tělesnost a tělesný prožitek jsou spojeny s interiérem pokoje. Samostatnými bytostmi se stávají nejen části těla, ale také oživlé předměty, které nečekaně mění svou funkci. Napomáhají k vnímání prožitku jako groteskního, absurdního, ironického či humorného. Druhá část sbírky se přes širokodechou milostnou skladbu s antickými motivy Hélios přesouvá k básním zasazeným do Paříže. Nové téma samoty a cizinectví ve velkoměstě předjímá následující sbírku Pařížský deník, která oproti očekávání obsahuje deníkové zápisky pouze fragmentárně, a to v napětí mezi všedně zachycenými událostmi a bizarností imaginativně-snových vizí. Milostná tematika, v několika básních stále výrazně přítomná, ustupuje básním s existenciálním zaměřením. Sbírka je postavena na principu zrcadlení, odrazu a dialogu, dvojí bytí básnířky mezi Prahou a Paříží se tříští v roztoulanost po světě, milostné napětí mezi ženou a mužem se stává tenzí mezi ženou a jejími mužskými protějšky, které ji provázejí na horizontále cest a na vertikále chlapec – zralý muž – stařec. Střídání prostorů vede k vykořeněnosti, každé místo a s ním spojený vztah ke ztrátě jistot, k těkání odnikud nikam, k deziluzi. Protiváhu představují básně prosvětlené francouzskou krajinou, městy, kulturou, a především okouzlením ze života, byť i jeho nejtemnějšími projevy.
Poslední básnická sbírka Terezy Riedlbauchové Inkoustová skvrna Karibiku přináší pro současnou českou literaturu netypický hédonismus. Je to poezie hojnosti, opojení a okouzlení. Radost z cestování a objevování nových zemí a ochutnávání moří a oceánů jsou následovány slastí z krásy a barev, z pití a jídla, z fyzické lásky, to vše nejčastěji promísené do jednoho nápoje. Jako opojné se jeví také prožívání volnosti a ticha. Básně s tematikou českého venkova či vycházející z lidových písní nezapřou vliv bukoliky. Velký význam v této sbírce hrají rituály, spojené především s vodou, ale i s ohněm, jejichž součástí je také odcházení blízkých lidí (včetně těch mladých, kteří sešli vlastní rukou, nebo na závažnou nemoc). Básnířka se při nich stává čarodějkou, světlonoškou a obřadnicí, jíž k oběti slouží např. okvětní plátky či kousky ovoce.
Básně Terezy Riedlbauchové byly přeloženy do třinácti jazyků (francouzština, španělština, portugalština, rumunština, angličtina, němčina, nizozemština, islandština, bulharština, polština, srbština, maďarština a turečtina).  Byly otištěny v časopisech Host, Tvar, Pěší zóna, Weles, Intelektuál, Dobrá adresa, Pandora, Tahy, Wagon, A2, Lidové noviny, Partonyma, Prostor Zlín (Česko), Vlna, Dotyky (Slovensko), Poezja dzisiaj (Polsko), Képmás (Maďarsko), Treći Trg (Srbsko), Public Republic, Slovanské rozhledy, Slovoto, eLit, Znači, Slovanské dialogy (Bulharsko), Eliz Edebyiat (Turecko), Tijdschrift voor Slavische Literatuur (Nizozemsko), Littérales, Maison de la Poésie et de La Langue française (Belgie), Ricochets, À verse, Autre sud, Place de la Sorbonne, Lieu improbable (Francie), Les soirs rouges, Le Sabord (Kanada), Asymptote, Body, The Brooklyn Quarterly, Apofenie, The High Window (USA), Modern Poetry in Translation (Velká Británie), Revista 0 (Španělsko, Jižní Amerika).

### Básnické sbírky
- Inkoustová skvrna Karibiku, Literární salon, Praha 2020 (výtvarný doprovod Pavel Petr, doslov Alena Meas)
- Pařížský deník, Kniha Zlín, Zlín 2013 (výtvarný doprovod Michel Mouthon, doslovy Veronika Riedlbauchová, Ondřej Macura)
- Don Vítor si hraje a jiné básně, Kniha Zlín, Zlín 2009 (výtvarný doprovod Eva da Silva Melo, doslov Petr Maděra)
- Velká biskupovská noc, Ing. Marek Turňa, Zlín 2005 (výtvarný doprovod Valentin Popov, doslov Bogdan Trojak)
- Podoba panny pláč, MaPa, Brno 2002 (poéma)
- Modrá jablka, Ivo Železný, Praha 2000

#### Básnické sbírky v zahraničí
- Tache d’encre des Caraïbes / Inkoustová skvrna Karibiku, překlad do francouzštiny Katia Hala, Les Carnets du Dessert de Lune, Val de Reuil, Normandie, Francie, 2023
- Paris Notebook / Pařížský deník, překlad do angličtiny a doslov Stephan Delbos, Verse Chorus Press, edice The Visible Spectrum, Portland, OR, USA, 2020
- Edna dălga nošč v Biskupov / Velká biskupovská noc, překlad do bulharštiny Dimana Ivanova, předmluva Žoržeta Čolaková, nakl. Žanet 45, Plovdiv, Bulharsko, 2010

#### Antologie
- Glasove ot srceto na Evropa. Antologija na cvremenna češka poezija, edited and translated by Dimana Ivanova, Megaprint LTD, Sofie 2023
- De sombra y terciopelo. Diecisiete poetas checas (1963–1988), editora y traductora Elena Buixaderas, Vaso Roto, Madrid 2021
- Pandezie, Knihovna revue Prostor, Praha 2021
- V ložnici spí tvoje kočky. Antologie literárního čtvrtletníku Partonyma. Výběr z let 2012–2021, Univerzita Pardubice, Pardubice 2021
- Poesys 20 (Plurilingv 1). Antologia festivalului international noptile de poezie de la Curtea de Argeş 2016, edited and translated by Dumitri M. Ion and Carolina Ilica, Editura Academiei internationale Orient-Occident, Bukurešť 2016
- From a Terasse in Prague. A Prague poetry anthology, edited by Stephan Delbos, Litteraria Pragensia Books, Centre for Critical & Cultural Theory, Filozofická fakulta Univerzity Karlovy, Prague 2011
- Bezpodmínečné horizonty, Masarykova univerzita, Brno 2010
- Poésies de Paris à Prague/ Poezie mezi Prahou a Paříži, Avant-poste/ Boulvart, Paříž – Praha 2007
- Antologie české poezie. II. díl, Dybbuk, Praha 2007
- S tebou sám. Antologie současné milostné poezie, Dauphin, Praha 2005
- Jezdec na delfíně, Concordia, Praha 2005
- Antologie nové české literatury 1994–2004, Fra, Praha 2004
- Ars poetica, Bratislava 2004

### Odborné práce

#### Monografie
- Julius Zeyer a jeho vztah k francouzské kultuře. Pavel Mervart (Filozofická fakulta Univerzity Pardubice), Červený Kostelec 2010.

#### Studie (výběr)
- První světová válka v denících (a vzpomínkách) Anny Lauermannové-Mikschové. In: Paměť válek a konfliktů. Válka a konflikt v české literatuře. V. kongres světové literárněvědné bohemistiky. Eds. Alexander Kratochvil a Jiří Soukup. ÚČL AV ČR a Filip Tomáš – Akropolis, Praha 2016, s. 194–202
- Julius Zeyer: médiateur de la culture française. In: La France et l’Europe centrale. Médiateurs et médiations. Institut d’études slaves, Paris 2015, s. 41–50.
- William Ritter et les écrivains tchèques : correspondance avec Jaroslav Vrchlický, Julius Zeyer et Svatopluk Čech (1894–1906). In: William Ritter (l’Europe centrale en amateur). Paříž 4, Sorbonna, Paříž 2010.[26]
- Zeyerovy pobyty ve Francii. In: Julius Zeyer, lumírovský básník v duchovním dění Evropy. Host a Katedra knihovnictví Filozofické fakulty Masarykovy univerzity, Brno 2009, s. 270–283.
- Komentář. In: Julius Zeyer: Vyšehrad a Troje paměti Víta Choráze. Česká knižnice, Host, Brno 2009, s. 269–301.
- Výtvarné a hudební kontexty české literatury přelomu 19. a 20. století (J. Zeyer – F. Bílek – J. B. Foerster). In: Literatur, Sprache, Kultur und Fremde. Beiträge zur V. internationalen westslawistischen studentenkonferenz Interfaces in Leipzig. Herausgegeben von Rainer Mende, František Martínek und Tomasz Sikora, Olms, Hildesheim 2007, s. 213–225.
- Čtyry doby Boženy Němcové a Čtvero dob Terézy Novákové. In: Jedním okem / One Eye Open, Women’s Issues in Central Europe. 6. Praha 2006, s. 46–60.
- Vrchlického básnické překlady Victora Huga. In: Jaroslav Vrchlický a Josef Holeček. Sborník k 150. výročí narození dvou protichůdců. Filozofická fakulta Univerzity Karlovy, Praha 2004, s. 53–58.
- Poutník Julia Zeyera. Tvar, 3, 1999, edice Tvary, sv. 3, s. 1–32.